# Mansour Guèye
Mansour Guèye (* 30. Dezember 1985 in Dakar) ist ein senegalesischer Fußballspieler. Der Stürmer spielte in zahlreichen Ligen in Europa.

## Karriere
Die Karriere von Mansour Guèye begann im Jahr 2003 in der zweiten Mannschaft von Servette FC. Ein Jahr später wechselte er nach Rumänien zum FC Timișoara in die Divizia A (heute Liga 1). Nachdem er zunächst regelmäßig zum Einsatz gekommen war, wurde er in der Saison 2007/08 seltener eingesetzt. In der darauffolgenden Spielzeit wurde er zunächst in die Liga 2 an CS Buftea, in der Rückrunde an Gloria Buzău in der Liga 1 ausgeliehen. Bei beiden Klub glänzte er als Torjäger. Nach seiner Rückkehr nach Timișoara konnte er sich dort aber nicht durchsetzen und kam nur sporadisch zum Einsatz.
Nachdem sein Klub im Sommer 2011 keine Lizenz mehr erhalten hatte, war Guèye ein halbes Jahr ohne Verein, bevor ihn der kasachische Erstligist Ordabassy Schymkent Anfang 2012 verpflichtete. Nach zwei Jahren kehrte er Anfang 2014 nach Timișoara zurück, das mittlerweile wieder in der Liga 1 spielte. Am Ende der Saison 2013/14 musste er mit seinem neuen Team absteigen. Er wechselte daraufhin zum Hajer Club nach Saudi-Arabien. Dort kam er nur siebenmal zum Einsatz. Von Juli bis Dezember 2015 war er ohne Verein, ehe ihn Anfang 2016 Lokomotive Plowdiw verpflichtete. Auch hier kam er lediglich auf zwei Spiele. Seit Sommer 2016 ist er wieder ohne Engagement.

## Erfolge
- Rumänischer Pokalfinalist: 2007